# Camellia kissi
Camellia kissi är en tvåhjärtbladig växtart som beskrevs av Nathaniel Wallich. Camellia kissi ingår i släktet Camellia och familjen Theaceae. Utöver nominatformen finns också underarten C. k. confusa.